# Старовщина (Белгородская область)
Старовщина — село в Шебекинском районе Белгородской области, входит в состав Белянского сельского поселения.

## География
Расположено западнее села Козьмодемьяновка и южнее села Огнищево, граничит с обеими.
Через село проходят просёлочные дороги; имеются две улицы: Раздольная и Садовая.

## Население
| 2002 | 2010 |
| ---- | ---- |
| 50   | ↗62  |